# Artiphanes prospera
Artiphanes prospera är en fjärilsart som beskrevs av Edward Meyrick 1907. Artiphanes prospera ingår i släktet Artiphanes och familjen vecklare. Inga underarter finns listade i Catalogue of Life.